# Alison Goldfrapp
Alison Elizabeth Margareth Goldfrapp (Enfield, 13 maggio 1966) è una cantante e musicista britannica, nota per essere una dei due membri fondatori del gruppo Goldfrapp.

## Biografia
Alison Goldfrapp è nata a Enfield, Middlesex, Inghilterra, ultima di sei figli. Suo padre Nick fu ufficiale dell'esercito e in seguito operò nelle associazioni caritatevoli "Scope" e "English Heritage". Sua madre Isabella era infermiera. Negli anni dell'infanzia e dell'adolescenza la famiglia di Alison Goldfrapp cambiò spesso di residenza ed infine si trasferì ad Alton, Hampshire, dove Alison frequentò la Alton Convent School. 
Ad Alton Alison cominciò ad esibirsi con diversi gruppi di ispirazione anarchica.
Ha cantato in un coro della scuola e ha detto che le piaceva stare in una scuola con le suore. Tuttavia è stata costretta a lasciare all'età di 11 anni a causa del fallimento dell'esame senior e ha frequentato la scuola pubblica locale, la Amery Hill School. Si è trasferita in una casa occupata a Londra all'età di 16 anni. A 24 anni ha frequentato la Middlesex University dove ha studiato belle arti e tecniche miste.
Alison Goldfrapp fu presentata al compositore Will Gregory nel 1999, dopo che questi aveva ascoltato il suo contributo vocale per l'artista trip hop Tricky in una canzone del 1995 intitolata Pumpkin. Gregory sentì un certo trasporto verso Alison e la invitò a registrare una demo per la colonna sonora cinematografica che stava componendo, per valutare una collaborazione. Sebbene la demo non fu mai completata, la sessione di registrazione risultò piacevole.
Dopo diversi mesi di telefonate decisero di formare una band ed iniziarono ad esibirsi usando il cognome di Alison Goldfrapp, come nome della band. La coppia ha cominciò a registrare l'album di debutto nel giro di sei mesi, a partire dal settembre del 1999. Nel 2000 pubblicarono il loro primo album intitolato Felt Mountain. Dopo qualche anno, nel 2003, resero pubblico il loro secondo album intitolato Black Cherry.

## Vita privata
In un'intervista del febbraio 2010 con il Sunday Times, Alison ha confermato che stava uscendo con la montatrice Lisa Gunning  dicendo: "Penso che tutto riguardi una persona e una relazione, ed ho una relazione meravigliosa con una persona meravigliosa. Stare con una donna ... è qualcosa a cui penso da molto tempo e concorda con la mia filosofia di vita e sessualità. Non credo che possa o debba essere incasellato. Ci pensavo fin da adolescente. Ho sempre trovato claustrofobico pensare di dover mettere le cose in categorie del genere. La mia sessualità è la stessa della mia musica e della mia vita. Perché ha bisogno di un'etichetta?". Prima di questa relazione Alison aveva avuto relazioni eterosessuali.

## Discografia

### Discografia solista
- 2023 - The Love Invention
- 2025 - Flux